# 小山薫堂
小山 薫堂（こやま くんどう、1964年6月23日 - ）は、日本の放送作家、脚本家、ラジオパーソナリティ。
株式会社オレンジ・アンド・パートナーズ代表取締役社長、N35, inc.主宰、株式会社下鴨茶寮代表取締役社長、京都芸術大学副学長・芸術学部教授、2025年日本国際博覧会（大阪・関西万博）シグネチャー事業プロデューサー、株式会社モスフードサービス社外取締役、一般財団法人今日庵評議員。
『料理の鉄人』以来、別名としてうどん熊奴（くまやっこ、「こやまくんどう」を逆さにしたアナグラム）の作家名を使い分けている。

## 経歴
熊本県本渡市（現天草市）出身。天草市立本渡中学校、熊本マリスト学園高等学校、日本大学藝術学部放送学科卒業。高祖父はグラバー邸や大浦天主堂の建築工事を請けけ負った小山秀之進。
小学生の時に初めて訪れた映画館が本渡第一映劇であると語っている。高校時代は中原中也が好きで、ラブレターに詩を書いて送ったことがある。父親から防衛大学校の入学試験に合格すれば車を買ってやると言われて防衛大学校を受験したが失敗。いろいろなホテルに宿泊したくて日本各地の私立大学を受験したが、友人（平田輝だとされる）の勧めで受験した日本大学藝術学部に合格した。当の友人は不合格であった。
大学の先輩に文化放送でADをしないかと勧誘されたことがきっかけで、大学在学中より文化放送の番組制作アルバイトを経験。のちにラジオ番組の放送作家になった。大学では3年までの間にほとんどの卒業単位を取得し、大学4年生では卒業制作に専念。卒業制作は、姫路 - 東京間を往復する放送作家の長谷川勝士と、北海道帯広に住むソーセージ職人との往復書簡を軸に描いた「普通の生活」というタイトルのビデオ作品を制作し提出した。
大学3年生の頃にラジオ番組『吉田照美のてるてるワイド』の企画で、吉田照美と共同でファッションブランド「バナナトリップ」を立ち上げ。原宿の竹下通りに出店するが、10か月で閉店の憂き目に遭った。その後、約1年間吉田照美事務所に所属し、吉田のマネージャーも兼務した。
大学4年生の頃に（1985年〈昭和60年〉）、放送作家長谷川勝士の紹介で、初めてテレビ番組『11PM』の作家として参加。その後、放送作家として独立。
深夜番組の構成を中心に活動しているが、『カノッサの屈辱』や前述の『料理の鉄人』などといった数多くの名番組も手掛けている。また、TVドラマ・映画脚本や、小説の執筆、作詞、プロモーション企画の立案方面でも活躍している。
2009年4月、東北芸術工科大学デザイン工学部企画構想学科の新設に伴い教授および学科長に就任。
2017年4月1日より京都芸術大学副学長・芸術学部教授。
2020年7月13日、2025年大阪・関西万博テーマ事業プロデューサーに就任。
2024年、モスフードサービスの社外取締役。
2025年4月13日、2025年日本国際博覧会（大阪・関西万博）に小山薫堂シグネチャーパビリオン「EARTH MART」がオープン。

## 人物
母親は美容師で、父親はその美容院を経営する一方、貸金業、不動産業、貸衣装など幅広い商売をしていた。ダウン症の弟がおり、小学2年生のとき、父親に「お前は弟の分まで引き受けて、ふたり分頑張って生きていかなければならない」と話をされている。
若い頃からの憧れの地であったという京都に古民家をリノベーションした別邸がある。また長野県軽井沢を「こよなく愛する」と述べ、よく通っているという。
お風呂愛好家であり、入浴文化を探求する「湯道」を提唱・実践している。自動車愛好家であり、これまでシトロエン・BX、ポルシェ・911、ランドローバー・レンジローバー、アストンマーティン・DB9等、輸入車を中心に数多く乗り継いでいる。また多数のグルメ本を出版するほどの食べ歩き好きであり、大のホテル好きでもある。
自称「誕生日プレゼントマニア」であり、人に誕生日プレゼントをあげたときの喜んでもらえた喜びというのが好きで、そういった人の喜びを自分の喜びとして感じるために番組やプロジェクトの制作に関わって仕事をしていると話している。また、「仕事という言い訳で趣味を広げているという感覚はある」とも述べている。
モノに対して感情移入するような妄想癖があると話し、愛車に名前をつけたり、愛用したパンツの最後の迎え方を考えたり、また「この（履き古した）靴とは一生会えない」と思うと涙が出てくるという。

## 担当番組
- 1985年（昭和60年）、『11PM』の台本でデビュー。
- カノッサの屈辱（構成）
- TVブックメーカー（構成）
- 本当にあった怖い話（ストーリーテラー構成）
- 上品ドライバーシリーズ（構成脚本）
- 天才てれびくん（構成）
- ポンキッキーズ（構成）
- 料理の鉄人（構成、初期は“うどん熊奴”名義）
- TVダイジェスト（不明）
- 週末の怪人 -セントマーチンの夏-（構成）
- とんねるずのハンマープライス（構成）
- 世界遺産（構成）
- パパパパパフィー（構成、“うどん熊奴”名義）
- 進め!電波少年（構成）
- 進ぬ!電波少年（構成）
- 雷波少年（不明）
- 夜鳴き弁天（構成）
- 東京ZOO（構成）
- SURPRISE!（構成）
- music-enta（不明）
- イタリア通（不明）
- ほんパラ!痛快ゼミナール（不明）
- ビートたけしの!こんなはずでは!!（構成）
- トリセツ（不明）
- 禁じられた遊び（企画）
- お厚いのがお好き?（企画）
- グルメガーディアンズ（不明）
- 億万のココロ・愛しのマネー$伝説（不明）
- 億万長者になる方法（不明）
- 絶滅博士の異常な愛情（不明）
- ニューデザインパラダイス（企画）
- LA STRADA（不明）
- 東京ワンダーホテル（企画・構成脚本）
- 東京ワンダーツアーズ（企画・構成脚本）
- 未来予報2011（企画・構成）
- 未来予報201X（不明）
- エコラボ〜もったいない博士の異常な愛情（企画）
- 宇宙でイチバン逢いたい人（企画・構成）
- スペシャルギフト（企画・構成）
- ただいまTV・テレビ西日本（企画・構成）
- 家においでよ・テレビ西日本（企画・構成）
- プレミアムスウィッチ（企画・構成・ナレーション）
- 未来からの訪問者（企画・監修）
- 恋する日本語・NHK総合（原作）
- ZIP!（番組アドバイザー）
- 原宿ネストカフェ（監修）
- いっぷく!（監修）

他

### 脚本
- 世にも奇妙な物語「のぞみ、西へ」、他
- 青に恋して! 〜サッカー通と4人の美女の物語〜
- あの日にかえりたい。〜東京キャンティ物語〜（2004年10月10日放送）
- 東京ワンダーホテル（企画・脚本）
- おくりびと（2008年、脚本）
- スノープリンス 禁じられた恋のメロディ（2009年、脚本）
- 御臨終（2001年6月4日放送、日本テレビ）
- 湯道（2023年2月23日公開）

## 出演

### ラジオ
放送中：
- FUTURESCAPE（FMヨコハマ）
- J-WAVE HOLIDAY SPECIAL（J-WAVE、不定期出演）
- 小山薫堂の“温故知新堂”（NHKラジオ第1放送　2015年4月より最終火曜日放送）
- 日本郵便 SUNDAY'S POST（2019年4月7日 - ・TOKYO FM）

放送終了
- TOKYO LABORATORY（J-WAVE）
- AJINOMOTO 6 P.M.（J-WAVE）
- THE DAYS（J-WAVE）
- Library by Odyssey（InterFM）
- NISSAN DORENISCA（J-WAVE）
- SHARE SMILE（J-WAVE）
- すべては恋からはじまる（FM軽井沢）
- ジャパモン（TOKYO FM）
- ブリアサヴァランの食卓（TOKYO FM）

### テレビ
- Blanc V[13]
- 21世紀を夢見た日々〜日本のSF50年〜』
- アイデアの鍵貸します（企画、第20回に出演）
- トシガイ（企画・構成、第64回に出演）
- 小山薫堂×東北芸術工科大学 世の中を楽しくする発想法教えます。
- ソロモン流（第174回に出演）
- スタジオパークからこんにちは（2009年11月30日に出演）
- コクる川柳
- 小山薫堂 東京会議
- ボクらの時代
- 仕事学のすすめ
- 豪華列車で旅する九州・美しの国（2013年11月16日、NHK BSプレミアム）[14]
- 情熱大陸（2014年8月17日に出演）[15]
- 小山薫堂のくまモン・ザ・ワールド
- 秘密結社鷹の爪 〜ゴールデン・スペル〜（TOKYO MXほか、第12話での声の出演）
- 原宿ブックカフェ
- 倉本聰、富良野にて〜創〜（2024年6月16日、NHK-BS）[16]

## 作詞
- 廣瀬清香「ずっと きっと ココロ」（廣瀬清香と共同作詞）
- 亜波根綾乃「心の地図」（アルバム「Lin Nai 〜Fine Art Museum〜」「affettuoso」収録）
- 坂井真紀「smiling」（アルバム「Smiling」収録）
- 夏川りみ「とことわのうた」（アルバム「彩風の音」収録）
- クレモンティーヌ「6 P.M.」（アルバム「ソレイユ」「クレ」収録）
- 大沢樹生&F・E・N「FreemAn」（アルバム「ロック・フード」収録）
- 和田アキ子「約束の夢」（アルバム「テーマソングス '80~'96」収録）
- コニーちゃん（クリス智子）「なまでこ」（『ポンキッキーズ』挿入歌、アルバム「こどものうた」収録）
- サラ・ブライトマン 「Stand Alone」（「坂の上の雲　オリジナル・サウンドトラック」収録）
- 嵐 「ふるさと」（第『』80回NHK全国学校音楽コンクール小学校の部課題曲）
- 東北芸術工科大学校歌「明日へ」
- 山形県立酒田光陵高校校歌「ひかりのうた」
- 熊本県立天草拓心高等学校校歌「拓心の風」
- 笹峰愛「ひとりぼっちのBirthday」『ザ・ワイドショー』挿入歌

## 連載
連載中
- dancyu
- UOMO
- DIME
- Forbes JAPAN

連載終了
- BRIO
- 東京カレンダー
- 旬がまるごと
- 少年エース
- アスキー
- ates
- 他

## その他活動
- オーアンドエル - カフェ・バー経営
- 東京スマートドライバー - プロジェクト発起人
- 日光金谷ホテル - 顧問
- くまモン - スローガンデザイン考案
- JAL- 国際線商品・サービス総合アドバイザー
- 天草エアライン - BSフジ放送番組『小山薫堂 東京会議』で、天草エアラインの新塗装デザインを公募
- 小山薫堂Presents 恋する日本語 イメージアルバム（徳間ジャパンコミュニケーションズ、2013年5月8日）
- シェラトン・グランデ・オーシャンリゾート - アドバイザー[15]
- 一般社団法人日本印刷産業連合会　グリーンプリンティングPR大使
- 郵船クルーズ - 飛鳥クルーズアンバサダー
- ONSENアドバイザリーボード - 「温泉文化」ユネスコ無形文化遺産全国推進協議会

## 著書

### 著作・翻訳
発売順
- 占いデータブック '94-'95（扶桑社 ISBN 9784594014353、1994年5月）
- 小説・料理の鉄人 1（フジテレビ出版 ISBN 9784594015046、1994年8月）
- 小説・料理の鉄人 2（フジテレビ出版 ISBN 9784594015572、1994年10月）
- 小説・料理の鉄人 3（フジテレビ出版 ISBN 9784594016081、1994年12月）
- 小説・料理の鉄人 4（フジテレビ出版 ISBN 9784594016500、1995年1月）
- 小説・料理の鉄人 5（フジテレビ出版 ISBN 9784594017200、1995年4月）
- 随筆 一食入魂（ぴあ ISBN 9784835609836、2004年12月）
- 恋する日本語（幻冬舎 ISBN 9784344007574、2005年3月）
- クイズ！知ってど〜する!?（ネコ・パブリッシング ISBN 9784777051168、2005年8月）
- 今を生きる君たちへ（ぴあ ISBN 9784835615769、2005年9月）
- 定番（プチグラパブリッシング ISBN 9784903267289、2006年5月）
- フィルム（講談社 ISBN 9784062134514、2006年6月）
- 考えないヒント アイデアはこうして生まれる（幻冬舎 ISBN 9784344980068、2006年11月）
- まってる。（千倉書房 ISBN 9784805108680、2006年11月）
- いしぶみ（小学館 ISBN 9784097263463、2008年8月）
- キスしたいって言ってみて（千倉書房 ISBN 9784805109168、2008年11月）
- 明日を変える近道（PHP研究所 ISBN  9784569705903、2008年12月）
- もったいない主義 不景気だからアイデアが湧いてくる！（幻冬舎 ISBN  9784344981164、2009年3月）
- 人を喜ばせるということ-だからサプライズがやめられない（中央公論新社 ISBN 9784121503145、2009年4月）
- おくりびと オリジナルシナリオ（小学館 ISBN 9784094083880、2009年5月）
- スノープリンス 禁じられた恋のメロディ（角川書店 ISBN 9784046310521、2009年9月）
- 人生食堂100軒（プレジデント社 ISBN 9784833450416、2009年11月）
- 社会を動かす企画術（中央公論新社 ISBN 9784121503459、2010年4月）
- いのちのかぞえかた（千倉書房 ISBN 9784805109618、2010年10月）
- つながる技術―幸運な偶然を必然にするには？（PHP研究所 ISBN 9784569794044、2011年1月）
- じぶんリセット-つまらない大人にならないために（河出書房新社、2014年）
- パチパチのほし（絵：大垣友紀惠）（千倉書房 ISBN 9784805110249、2014年）

### スタッフ
- お厚いのがお好き？（扶桑社 ISBN 9784594042028、2004年5月）
- カノッサの屈辱（フジテレビ出版 ISBN 9784594047665、2004年8月）
- なおかつ、お厚いのがお好き？（フジテレビ出版 ISBN 9784594047924、2004年10月）
- 「ニューデザインパラダイス」永久コレクションブック（フジテレビ出版 ISBN 9784594048778、2005年1月）
- 「ニューデザインパラダイス」永久コレクションブック 2（フジテレビ出版 ISBN 9784594049973、2005年7月）

## 受賞歴
- 第24回くまもと県民文化賞特別賞（2014年（平成26年））
- くまもと夢づくり賞（2009年（平成21年））
- 天草市民栄誉賞（2009年（平成21年））
- 読売文学賞（2009年（平成21年））、第32回日本アカデミー賞最優秀脚本賞[17]、第82回キネマ旬報ベスト・テン日本映画脚本賞（2008年（平成20年））
- 第10回ATP賞特別賞（1993年（平成5年））
- 第43回ベストドレッサー賞 - 学術・文化部門（2014年）
- 地域文化功労者（2020年（令和2年））[18]